# Wendelin Ettmayer
Wendelin Ettmayer (* 1. August 1943 in Linz, Oberösterreich) ist ein österreichischer Politiker, Diplomat und Autor.

## Leben
Wendelin Ettmayer absolvierte das Akademische Gymnasium in Linz und besuchte von 1960 bis 1961 als Austauschschüler die Pacelli High School in Austin im US-Bundesstaat Minnesota. 1962 maturierte er. Im Anschluss daran begann er ein Studium der Rechtswissenschaft an der Universität Wien, an der er 1966 promovierte. In der Zeit von 1966 bis 1967 studierte er zusätzlich Politikwissenschaft am Institut d’études politiques de Paris. Im Jahr 1969 trat Ettmayer dann in den Auswärtigen Dienst ein.
Ettmayers politische Karriere führte ihn im Juni 1977 als Abgeordneten seiner Partei, der Österreichischen Volkspartei (ÖVP) in den Nationalrat. Mit Ausnahme einer viermonatigen Unterbrechung, zwischen Juni und Oktober 1979, saß Ettmayer knapp 16 Jahre lang, bis Februar 1993, im Parlament, wo er in verschiedenen Ausschüssen saß, darunter im Innen-, Bildungs- und Verfassungsausschuss. Während seiner Zeit im Nationalrat saß er auch dem Rechnungshof-Ausschuss als Stellvertretender Vorsitzender vor. Von 1987 bis 1990 war er Sicherheitssprecher der ÖVP im Nationalrat. Er legte seine Funktion als Sicherheitssprecher der ÖVP im Nationalrat zurück, nachdem die Öffentlichkeit Kenntnis von unangebrachtem Verhalten einer Delegation auf einer Dienstreise nach Rumänien erhielt, an der auch SPÖ-Sicherheitssprecher Robert Elmecker beteiligt war und bei der die beiden Abgeordneten eigentlich die Aufgabe hatten, die Menschenrechtssituation in Rumänien zu erkunden.
Nach seinem Ausscheiden aus dem Nationalrat begann Ettmayer eine Karriere als Diplomat. So wurde er 1994 Österreichischer Botschafter in Finnland, 1994–1997 auch akkreditiert für Estland. Zwischen Januar 2000 und 2003 erfolgte seine Ernennung als Botschafter in Kanada mit Jamaika. Nachdem er zwischen 2004 und 2005 die Abteilung für Bi- und multilaterale Außenwirtschaftsbeziehungen im Bundesministerium für europäische und internationale Angelegenheiten geleitet hatte, fungierte er zwischen 2005 und 2008 als Österreichischer Botschafter beim Europarat in Straßburg. Während dieser Zeit wurde Ettmayer bei Koalitionsverhandlungen mehrmals als möglicher österreichischer Außenminister gehandelt.
Seit 1965 war er Mitglied der katholischen Studentenverbindung KÖHV Alpenland Wien im ÖCV, aus der er aber später austrat.

## Auszeichnungen
- 1985: Großes Silbernes Ehrenzeichen für Verdienste um die Republik Österreich[4]